# Ammonitella
Ammonitella é um género de gastrópode  da família Ammonitellidae.
Este género contém as seguintes espécies:
- Ammonitella yatesii